# لری پیستوا
لوری آن پیستوا (‎/paɪˈɛstəwɑː/‎ py-ES-tə-wah; ۱۴ دسامبر ۱۹۷۹–۲۳ مارس ۲۰۰۳) گروهبان نیروی زمینی ایالات متحده آمریکا بود که در طول جنگ عراق کشته شد. او که یکی از اعضای سپاه کوارترمستر بود، در حمله عراق که در آن سربازان همکارش شوشانا جانسون و دوست پیستوا جسیکا لینچ مجروح شدند، جان باخت. او یکی از اعضای قبیله هوپی و اولین زن از سرخ‌پوستان ایالات متحده آمریکا بود که در جنگ در حین خدمت در ارتش آمریکا جان خود را از دست داد و اولین زن در ارتش ایالات متحده بود که در جنگ عراق کشته شد. قله پیستوا در آریزونا به افتخار او نامگذاری شده‌است.

## سنین جوانی و تحصیل
پیستوا در توبا سیتی، آریزونا، در خانواده تری پیستوا و پریسیلا «پرسی» باکا به دنیا آمد. پدرش هوپی بومی آمریکایی و مادرش مکزیکی-آمریکایی است. این زوج اولین بار در سال ۱۹۶۴ ملاقات کردند و در نوامبر ازدواج کردند.
خانواده پیستوا پیشینه نظامی طولانی داشتند. پدربزرگ پدری او در ارتش ایالات متحده در جبهه اروپایی جنگ جهانی دوم خدمت کرد، و پدرش تری پیستوا در سپتامبر ۱۹۶۵ به ارتش ایالات متحده فراخوانده شد و قبل از اینکه در ماه مارس ۱۹۶۷ به خانه بازگردد در جنگ ویتنام خدمت کرد.
خانواده پیستوا در شهر توبا، شهری واقع در منطقه حفاظت شده سرخپوستان ناواهو در شهرستان کوکانینو ساکن بودند. در کودکی به او نام هوپی به معنای دختر خرس سفید داده شد. نام خانوادگی او از ریشه زبان هوپی به معنای «آب جمع شده در صحرا توسط باران سخت» گرفته شده‌است؛ بنابراین، Piestewa (Hopi: [piˈɛstɛwa]) به معنای «مردمی که در کنار آب زندگی می‌کنند» ترجمه می‌شود.

## کمین ناصریه عراق
پیستوا عضو یگان تعمیر و نگهداری ۵۰۷ ارتش ایالات متحده بود. گروه او در یک کاروان در صحرا حرکت می‌کرد و قرار بود در روزهای آغازین جنگ، ناصریه در جنوب عراق را دور بزند. اما کاروان در طول مسیر گم شد و در ۲۳ مارس ۲۰۰۳ در ناصریه به کمین افتاد.
هنگامی که پیستوا زیر «سیل آتش» قرار گرفت (به قول تحقیقات ارتش در مورد نبرد)، او با سرعت زیاد رانندگی کرد و از آتش دشمن فرار کرد تا اینکه یک آرپی‌جی به هاموی او برخورد کرد. پیستوا، جانسون و لینچ همگی با جراحات از تصادف جان سالم به در بردند، در حالی که سه سرباز دیگر در هاموی جان باختند. آنها به همراه چهار نفر دیگر اسیر شدند و پیستوا به زودی بر اثر جراحات جان باخت. ویدئویی از برخی از اسیران جنگی آمریکایی، از جمله پیستوا (که اندکی قبل از مرگ او در بیمارستانی در عراق فیلمبرداری شد)، بعداً در سراسر جهان از تلویزیون الجزیره پخش شد. طبق کتاب جسیکا لینچ - من هم یک سرباز هستم: داستان جسیکا لینچ - پیستوا از ناحیه سر زخمی شد و انجام یک جراحی مغز و اعصاب ظریف در یک بیمارستان غیرنظامی عراق در شرایط زمان جنگ (به دلیل محدودیت‌هایی مانند برق متناوب) غیرممکن بود.

## میراث
پیستوا نشان قلب بنفش و مدال زندانی جنگ را دریافت کرد. ارتش ایالات متحده پس از مرگ او را از درجه سرجوخه به گروهبان ارتقا داد.
لینچ بارها اعلام کرده که پیستوا قهرمان واقعی کمین بوده و نام دخترش داکوتا را به افتخار رفیق کشته شده اش گذاشته‌است. علاوه بر این، بسیاری از نهادها یاد او را با یادبودهایی گرامی داشته‌اند. هنگامی که دولت ایالتی آریزونا تصمیم می‌گرفت به دلیل ماهیت توهین آمیز نام قبلی، نام قله اسکوا را در کوه‌های فونیکس در نزدیکی فینیکس تغییر دهد، تصمیم گرفته شد که نام آن را به قله پیستوا برای احترام به بومی آریزونا تغییر دهد. این لایحه توسط هیئت نام‌های جغرافیایی ایالات متحده در ۱۰ آوریل ۲۰۰۸ تدوین شد. آزادراهی که از نزدیک این کوه می‌گذرد نیز به افتخار او نامگذاری شد. علاوه بر این، سناتور تام دشل و همچنین بومیان آمریکایی در سراسر ایالات متحده از او تجلیل کردند. از زمان مرگ او، برگزارکنندگان بازی‌های ایالتی گرند کانیون، سالانه بازی‌های ملی بومی آمریکای لوری پیستوا را برگزار کرده‌اند که شرکت‌کنندگانی را از سراسر کشور می‌آورد. پلاکی به نام او نیز در حوزه موشکی وایت سندز در نیومکزیکو و فورت بلیس تگزاس قرار دارد. او همچنین با لوح و مراسمی در یادبود کهنه سربازان کوه سولداد در لا هویا، کالیفرنیا به یادگار مانده‌است. در ۱۰ نوامبر ۲۰۱۱، پست لژیون آمریکایی شماره ۸۰ در رزرواسیون هوپی به پست شماره ۸۰ لری پیستوا تغییر نام داد در ۳۰ نوامبر ۲۰۱۱، به افتخار او، دفتر مرکزی مدیریت آموزش در فورت بنینگ، جورجیا، سالن پیستوا نامگذاری شد.
مرگ او منجر به یک گردهمایی مشترک نادر بین اعضای قبایل هوپی و ناواهو شد که رقابتی چند صد ساله داشته‌اند. در سال ۲۰۱۸، پیستوا در اولین مراسم معارفه که توسط تالار مشاهیر ملی بومیان آمریکا برگزار شد، یکی از پذیرفته شدگان شد. مستندهایی در مورد فداکاری‌های او برای کشور و ملت و مردم بومی اش در ادای احترام به او وجود دارد.